# Grand Golliat
Der Grand Golliat ist ein Berg in den Walliser Alpen auf der Grenze zwischen dem Aostatal in Italien und dem Kanton Wallis in der Schweiz. Er hat eine Höhe von 3236 m ü. M.

## Toponymie
Der Name des Berges wird auf verschiedene Arten geschrieben, unter anderem Grand-Goliath, Grand Golliaz oder auch Grande Pointe du Golliat. Er bezieht sich nicht auf den biblischen Goliat, sondern auf das Wort Goille, das im Valdostanischen eine Pfütze, einen kleinen Bergsee oder eine mit Wasser gefüllte Vertiefung bedeutet.

## Geographie
Auf italienischer Seite liegt der Grand Golliat zwischen dem Vallée du Grand-Saint-Bernard und dem Val Ferret. Auf der Nordseite schliesst er das schweizerische Val Ferret gegen Süden ab.
An seinen südlichen Hängen entspringt der Artanavaz der durch das Vallée du Grand-Saint-Bernard nach Aosta fliesst. Auf der Nordseite entspringt aus dem kleinen Gletscher Glacier des Angroniettes die Dranse de Ferret, die bei Martigny in die Rhone mündet.
Knapp 500 Meter südlich, gänzlich auf italienischem Gebiet, befindet sich der 3227 m ü. M. hohe Petit Golliat.
Der Grand Golliat liegt sehr abgelegen. Die besten Ausgangspunkte für eine Besteigung sind das Refuge Elena im italienischen Val Ferret, das kleine Dorf Ferret im schweizerischen Val de Ferret oder die Passhöhe des Grossen St. Bernhards.
Der Grand Golliat bildet der südwestlichste Punkt des Kantons Wallis und der Schweiz.

## Form
Der Grand Golliat ist ein auffälliger, stattlicher und zerrissener Berg. Er ist bei den Bergsteigern wegen seines Panoramas auf die Berge des Mont Blanc als lohnender Aussichtspunkt bekannt. Der Grand Golliat weist nicht weniger als fünf, nahe zusammen auf einem Grenzgrat liegende Gipfel auf.